# Phymatopterella
Phymatopterella is een geslacht van insecten uit de familie van de Bochelvliegen (Phoridae), die tot de orde tweevleugeligen (Diptera) behoort.

## Soort
- P. ovatimacula Barnes, 1990